# Miguel Riffo
Miguel Augusto Riffo Garay (* 21. Juni 1981 in Santiago de Chile) ist ein ehemaliger chilenischer Fußballspieler und -trainer. Der Abwehrspieler wurde 7-mal mit Colo-Colo chilenischer Meister und spielte 9-mal für die Nationalmannschaft Chiles.

## Karriere

### Verein
Miguel Riffo kam im Alter von 11 Jahren trotz seines Klumpfußes in die Jugend des Rekordmeisters CSD Colo-Colo. Ab 2001 spielte er dort für die Profimannschaft und gewann in der Apertura 2002 seinen ersten Meistertitel mit dem Klub. Aufgrund der Insolvenz war der Verein gezwungen, auf Jugendspieler zu setzen und so nutzte der Abwehrspieler seine Chance, sich im Team als Stammspieler zu etablieren. Seine erfolgreichste Zeit erlebte Riffo unter Trainer Claudio Borghi, als das Team 2006 und 2007 vier Mal in Folge Meister wurde und 2006 ins Finale der Copa Sudamericana kam, dort aber gegen den mexikanischen Vertreter CF Pachuca knapp unterlag. 2007 wurde Miguel Riffo in die Elf der Saison der Zeitschrift El Grafico gewählt. Nach sieben Meisterschaften mit Colo-Colo wechselte Riffo zu CD Santiago Morning, wo er im März 2012 seine aktive Karriere beendete, nachdem der Verein in die Primera B abgestiegen war.

### Nationalmannschaft
2004 nahm Miguel Riffo mit der Olympiamannschaft Chiles am Südamerika-Turnier für die Qualifikation zu den Olympischen Spielen 2004 in Athen teil. Chile qualifizierte sich zwar, allerdings wurde Riffo nicht für das Turnier berücksichtigt.
Das Debüt in der chilenischen A-Nationalmannschaft gab Riffo am 18. April 2007 im Freundschaftsspiel gegen Argentinien. Bei der Copa América 2007 kam er im ersten Vorrundenspiel gegen Ecuador in der zweiten Halbzeit zum Einsatz. Sein Team gewann trotz 1:2-Pausenrückstand noch mit 3:2. Im zweiten Vorrundenspiel gegen Brasilien wurde Riffo in der 54. Spielminute beim Stand von 0:1 ausgewechselt und kam im weiteren Verlauf der Copa América nicht mehr zum Zug. Chile schied im Viertelfinale gegen Gruppengegner Brasilien aus. Sein 9. und zugleich letztes Länderspiel bestritt Riffo im November desselben Jahres. Bei der 0:3-Heimniederlage im Qualifikationsspiel zur Weltmeisterschaft 2010 spielte er über die volle Spielzeit.

### Trainerkarriere
Die Trainertätigkeit von Miguel Riffo begann 2013 als Co-Trainer bei CSD Colo-Colo. Im Jahr 2015 erhielt er die Chance als Cheftrainer von Unión La Calera zu arbeiten, wo er bis 2016 blieb. 2018 trainierte Riffo Deportes Iquique. Seit 2020 arbeitet er wieder als Assistenztrainer, erst bei Deportes Antofagasta und ab 2021 bei Coquimbo Unido, mit denen er zurück in die Primera División aufstieg.

## Erfolge

### Spieler
- Chilenischer Meister (7): 2002-A, 2006-A, 2006-C, 2007-A, 2007-C, 2008-C, 2009-C
- Finalist der Copa Sudamericana: 2006